# Hystrichophora macrophylla
Hystrichophora es un género monotípico de plantas fanerógamas perteneciente a la familia de las asteráceas. Su única especie, Hystrichophora macrophylla, es originaria de Tanzania.

## Descripción
Es una planta herbácea con hojas de más de ocho centímetros de ancho, márgenes espinoso-dentados. Capítulos con 5-6-flores; involucro 5-7-seriados, 9-10 mm de largo, cilíndrico con filarios exteriores. Corola con lóbulos glabros. Aquenios ovoides, 3-3.5 mm de largo, 8-nervado, escasamente pubescentes.

## Taxonomía
Hystrichophora macrophylla fue descrita por Johannes Mattfeld y publicado en Notizblatt des Botanischen Gartens und Museums zu Berlin-Dahlem 13: 289. 1936.